# Arcuswolk

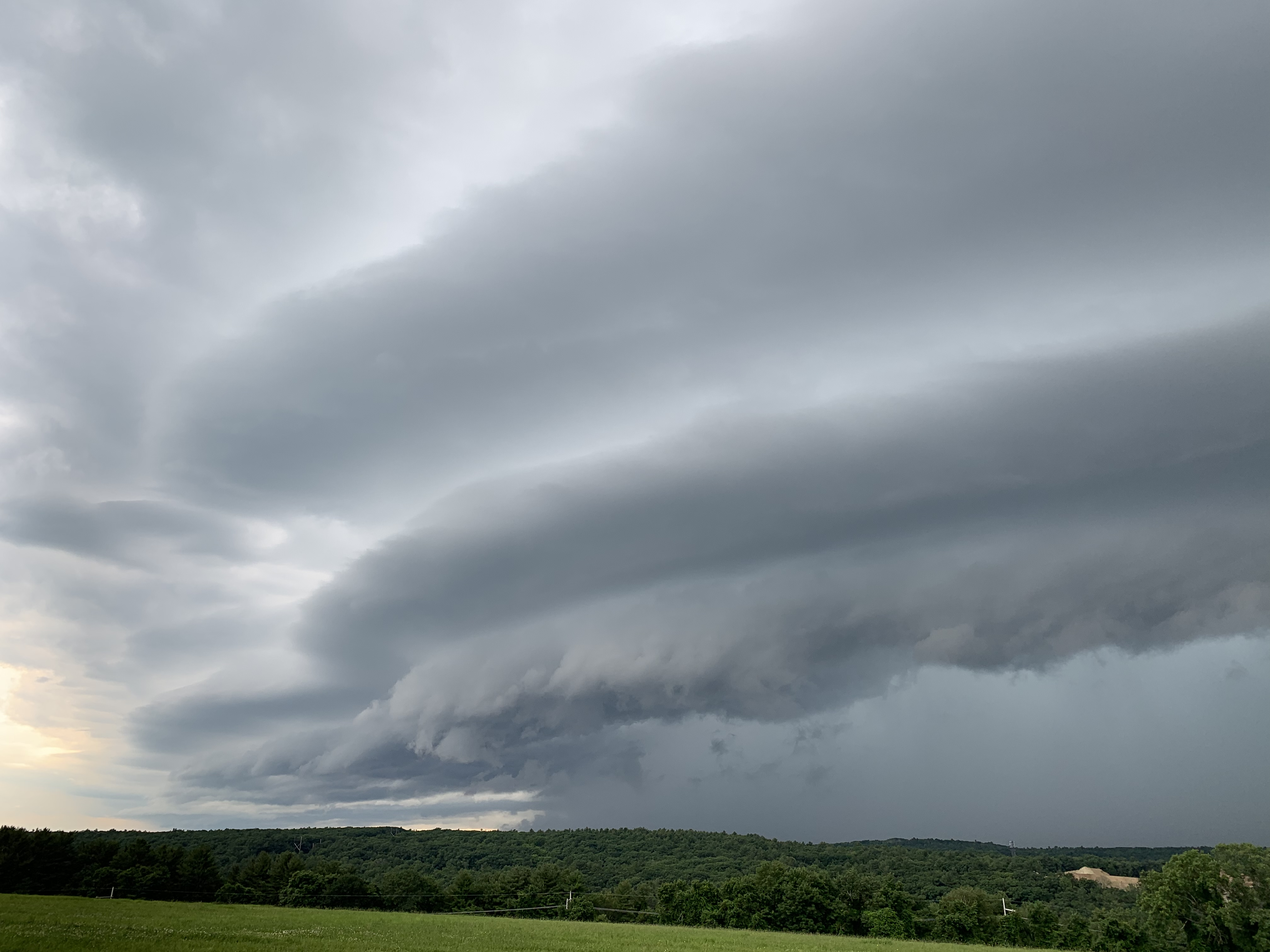
Een dwarsgestreepte plankwolk, gezien in Massachusetts in juli 2022.

Een arcuswolk of boogwolk (cumunolimbus arcus) is een lage, horizontale wolkenformatie, die meestal verschijnt als een bijkomende wolk bij een cumulonimbus. Ze vormen zich het vaakst langs de voorrand of windvlaagfronten van onweersbuien. Enkele van de meest dramatische arcusformaties markeren de windvlaagfronten van derecho-producerende convectieve systemen.
Rolwolken en plankwolken zijn de twee belangrijkste soorten arcuswolken. Rolwolken kunnen ook ontstaan als er geen onweersbuien zijn, en vormen zich langs de ondiepe koude luchtstromen van sommige zeewindgrenzen en koude fronten.